# Galoob
Lewis Galoob Toys, Inc. foi uma empresa de brinquedos sediada em São Francisco, e, em 1998, a empresa foi comprada pela Hasbro.
Foi conhecida pela venda do Game Genie.
Foi criada em 1954.